# Sekundærrute 231
Sekundærrute 231 er en rutenummereret landevej på Sjælland.
Ruten strækker sig fra Ugerløse til Vindekilde.
Rute 231 har en længde på ca. 31 km.